# Sanaba
Sanaba è un dipartimento del Burkina Faso classificato come comune, situato nella Provincia  di Banwa, facente parte della Regione di Boucle du Mouhoun.
Il dipartimento si compone del capoluogo e di altri 19 villaggi: Bendougou, Bérenkuy, Dio, Founa, Gombio, Gnoumakuy, Koba, Kosso, Kossoba, Kounla, Moussakuy, Nemena, Ouarakuy, Pekuy, Sorwa, Soumakuy, Timba, Yenkuy e Ziga.